# Ільчигулово (Міякинський район)
Ільчигу́лово (рос. Ильчигулово, башк. Илсеғол) — село у складі Міякинського району Башкортостану, Росія. Адміністративний центр Ільчигуловської сільської ради.
Населення — 569 осіб (2010; 630 в 2002).
Національний склад:
- башкири — 99%